# Villarvolard
Villarvolard is een plaats en voormalige gemeente in het Zwitserse kanton Fribourg, en maakt deel uit van het district Gruyère.
Villarvolard telt 273 inwoners.
Sinds 1 januari 2011 is Villarvolard gefuseerd met Corbières tot Corbières.
- Historisch woordenboek van Zwitserland: 000928
- Virtual International Authority File: 305980935